# Au sud de Mombasa
Pour plus de détails, voir Fiche technique et Distribution.
Au sud de Mombasa (titre original : Beyond mombasa) est un film américano-britannique de George Marshall sorti en 1956.

## Synopsis
L'américain Matt Campbell voyage jusqu'au Kenya après que son frère l'avait contacté pour avoir découvert un gisement d'uranium. À son arrivée, il apprend que son frère est mort. Il décide alors d'enquêter sur ce mystérieux décès. Il rencontre le missionnaire Ralph Hoyt qui lui affirme que son frère aurait été assassiné par les membres d'une société secrète, les Hommes-léopards. Accompagné d'Ann Wilson, la nièce de Hoyt, Matt se rend à Mombasa où le corps a été découvert...

## Fiche technique
- Titre original : Beyond Mombasa
- Réalisation : George Marshall
- Scénario : Richard English et Gene Levitt d'après The Mark of the Leopard de James Eastwood
- Directeur de la photographie : Freddie Young
- Montage : Ernest Walter
- Musique : Humphrey Searle
- Production : Tony Owen et Adrian D. Worker
- Genre : Film d'aventure
- Pays :  États-Unis,  Royaume-Uni
- Durée : 90 minutes
- Date de sortie :
  - Royaume-Uni : 29 octobre 1956
  - États-Unis : 30 mai 1957 (New York), 1er juin 1957
- Affiche : André Bertrand (France)

## Distribution
- Cornel Wilde (VF : Claude Bertrand) : Matt Campbell
- Donna Reed (VF : Jacqueline Ferrière) : Ann Wilson
- Leo Genn (VF : Abel Jacquin) : Ralph Hoyt
- Ron Randell (VF : Jacques Beauchey) : Eliot Hastings
- Christopher Lee (VF : Michel Gudin) : Gil Rossi
- Dan Jackson (VF : Georges Aminel) : Ketimi
- Eddie Calvert : le joueur de trompette
- Bartholomew Sketch (VF : Doudou Babet) : le chef ami